# Monte San Giacomo
Monte San Giacomo község (comune) Olaszország Campania régiójában, Salerno megyében.

## Fekvése
A megye központi részén fekszik. Határai: Piaggine, Sanza, Sassano és Teggiano.

## Története
Első említése a 12. századból származik. A következő századokban nemesi birtok volt. A 19. században nyerte el önállóságát, amikor a Nápolyi Királyságban felszámolták a feudalizmust.

## Népessége
A népesség számának alakulása:

## Főbb látnivalói
- Palazzo Benedetto Marone
- Palazzo Angelo Marone
- San Giacomo Apostolo-templom
- Sant’Anna-kápolna
- San Gaetano-kápolna
- Nostra Signora di Costantinopoli-kápolna